# Собор Николая Чудотворца (Мариинск)
Собор Николая Чудотворца (Свято-Никольский собор) - главный православный храм Мариинска с 1824 по 1936 год. 
Первое каменное сооружение Мариинска. Построен на средства прихожан и сторонних жертвователей в 1824 г., когда Мариинск был еще селом Кийским. Освящен по благословению Амвросия, архиепископа Тобольского и Сибирского.

## История
Стоял храм близ берега Кии, на углу Большой Московской (ул. Ленина) и Никольской (ул. Чердынцева) улиц. Это был белокаменный храм. На нем было 8 колоколов и их перезвон, особенно в большие религиозные праздники, слышался не только в городе, но и за его пределами. Никольский собор занимал важное место в жизни мариинцев - в нем они принимали крещение, венчались, их отпевали.
В 1874 году к нему были добавлены северный и южный пределы, основные средства на которые предоставили местные купцы. Храм в окончательном виде являлся зданием корабельного типа с двумя пределами, выступающим арочным порталом, шатровой восьмигранной колокольней. Храмовую часть венчали пять глав на восьмигранных барабанах. Архитектура Никольского храма вобрала в себя формы нескольких стилистических эпох, в том числе барокко, читавшееся в формах центрального купола, главах и т.д.

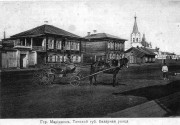
Никольский собор. Июль 1890.

В главном престоле во имя Николая Чудотворца был трехъярусный иконостас, в правопридельном и левопридельном — двухъярусные. Службы в соборе вели протоиерей, два священника, диакон и три псаломщика.
При соборе были отделение епархиального свечного завода, церковная библиотека. В свое время собор был застрахован страховым обществом «Россия» в 10 тыс. рублей.
На строительство собора и его содержание местные жители, торговцы и купцы вносили пожертвования. Мариинский торговец Васильев сделал вклад в строительство церковной ограды. Его дом и сейчас украшает ул. Советскую, № 4. В 1867 году старостой Никольского собора и кладбищенской церкви был Виявленский, священник Вознесенский, диакон Василий Красносельский, дьячок Макарий Григорьев.

## Разрушение
26 марта 1935 года Мариинский горисполком (председатель Петров) ходатайствует перед Запсибкраем о закрытии собора и передаче его под культурно-просветительное учреждение, мотивируя тем, что религиозная община не существует с 1931 года. Однако Запсибкрай 13 сентября 1935 года (протокол № 2) принимает решение: «собор оставить в пользу верующих». На новое обращение Мариинского горисполкома (председатель Шильмовер) 13 мая 1936 года крайисполком вновь принимает решение вернуть собор верующим. Официально Никольский собор закрыт Постановлением ВЦИК от 1 декабря 1937 года за подписью Председателя ВЦИК М.Калинина. После принятия Постановления ВЦИК собор был закрыт окончательно. Сохранился акт от 20 января 1938 года об изъятии из собора имущества. Акт подписан от райфо — Абатуров, от горсовета — Войтиков, от сектора розничной торговли — Гершликович. Храм был разрушен, на его месте возвели управление Сиблага, затем здание передали открытому в городе лесотехникуму. Ныне в здании -  районная поликлиника.

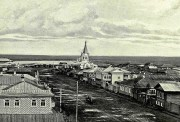
Никольский Собор. 1900.

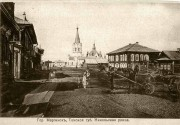
Собор Николая Чудотворца